# Dream of an Opium Eater
Dream of an Opium Eater ist ein internationales Instrumental-Bandprojekt, dass sich ursprünglich für einen einmaligen Auftritt während des Roskilde-Festivals gebildet hat. Sie begleitet als Liveband Horrorfilme in einem rein instrumentalen Metalstil.

## Bandgeschichte
Dream of an Opium Eater gründete sich 2007 während des Roskilde-Musikfestivals bei der dänischen Stadt Roskilde für einen einmaligen Auftritt. Die Band bestand dabei aus den Musikern Ivar Bjørnson, Gitarrist der norwegischen Band Enslaved und Trinacria, Reuben Gotto, Gitarrist der britischen Bands Johnny Truant und Twin Zero, Julia Ruzicka, Bassistin der britischen The Quiet Kill und dem Schlagzeuger Ben Calvert, der zum damaligen Zeitpunkt bei Killing Joke und Malpractice spielte.
Der Auftritt am 7. Juli 2007 bestand darin, dass die Band norwegische Horrorfilme, die auf einer Großleinwand gezeigt wurden, instrumental begleitete. Dabei handelte es sich um die Filme Idyll, Audition, Down Under, Oppvåkningen, Naïn und Su Skal få en Dag Imorgen.
Obwohl der Auftritt ursprünglich einmalig bleiben sollte, trat die Band in der gleichen Besetzung auch beim Carling Leeds Festival in Leeds am 23. August 2007 auf. Eine dritte Show fand beim Wacken Open Air am 1. August 2008 statt. 2010 folgte die Teilnahme beim niederländischen Roadburn Festival in Tilburg.

## Diskografie
Das Projekt Dream of an Opium Eater hat keine Alben veröffentlicht.